# Национален парк Проклетия
Национален парк Проклетия е петият поред национален парк на територията на Черна гора, както и първи такъв на независимата държава Черна гора – обявен е през 2009 г. 
Общата площ на парка възлиза на 16 630 хектара и обхваща два природни резервата – Хридско езеро и Волушница с обща площ около 6200 хектара.
Национален парк Проклетия се ограничава до южните склонове на високопланинските хребети по черногорско-албанската граница, намиращи се северно и в долината на река Лим или в т.нар. Горно Полимие. Източната граница на националния парк достига до планината Богичевица. 
Най-високите върхове в обхвата на парка са Зла Колата (2534 m), Добра Колата (2528 m) и Росни връх (2524 m).